# Districtul Anhalt-Bitterfeld
Districtul Anhalt-Bitterfeld este un district rural (Landkreis) din Sachsen-Anhalt, Germania, care la data de 01.07.2007 a luat naștere din districtele Bitterfeld, Köthen și o parte din districtul Anhalt-Zerbst.